# Demetrios I. Poliorketes

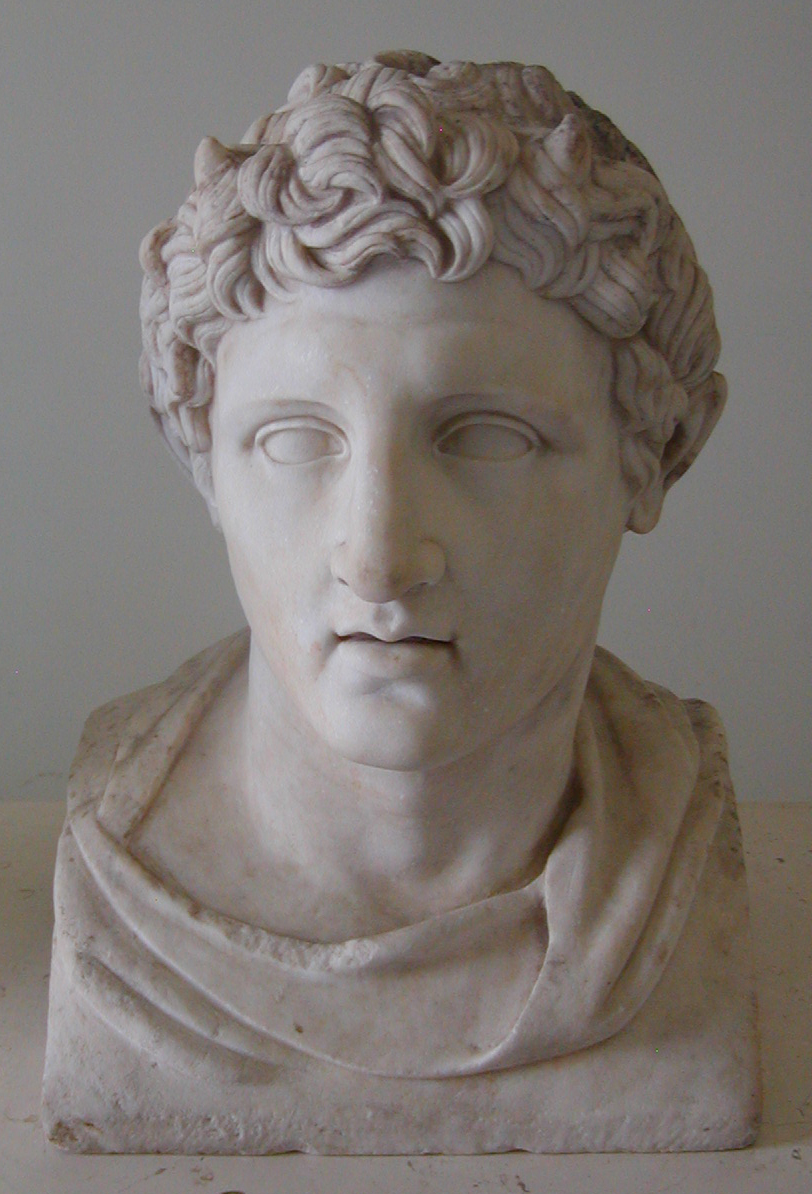
Dies ist die einzige erhaltene plastische Darstellung, die Demetrios Poliorketes zugeschrieben werden kann. Bei ihr handelt es sich um die römische Kopie eines hellenistischen Originals aus der Villa dei Papiri von Herculaneum, die sich heute im Museo Archeologico Nazionale in Neapel befindet. Sie zeigt Demetrios mit Diadem und kleinen „Stierhörnchen“, die ihn in Bezug zu Dionysos und Poseidon stellen.

Demetrios Poliorketes (altgriechisch Δημήτριος Πολιορκητής Dēmḗtrios Poliorkētḗs, lateinisch Demetrius Poliorcetes; * um 336 v. Chr.; † 283 v. Chr. in Apamea) war ein makedonischer Feldherr und Diadochenherrscher aus der Dynastie der Antigoniden.
Demetrios gehörte zu den prominentesten Vertretern der wechselreichen Diadochenkriege, die nach dem Tod Alexanders des Großen 323 v. Chr. unter dessen Generälen ausgebrochen waren. Demetrios selbst war kein General Alexanders, wird aber dennoch zusammen mit seinem Vater Antigonos I. Monophthalmos zu dessen Nachfolgern (Diadochen) gezählt, da er noch vor Lysimachos, Ptolemaios und Seleukos starb. Unter seinen Konkurrenten ragt Demetrios in vielerlei Hinsicht heraus. Er kämpfte sowohl in Asien als auch in Europa, eroberte zweimal Athen und siegte in der Doppelschlacht von Salamis. Zugleich scheiterte er bei der großen Belagerung von Rhodos und war hauptverantwortlich für die Niederlage in der entscheidenden Schlacht bei Ipsos im Jahr 301 v. Chr. Dabei führte er die größten Armeen wie auch Flotten und baute die gewaltigsten Schiffe und Belagerungsmaschinen seiner Zeit. Sein Beiname, „der Städtebelagerer“ (Poliorketes), weist auf seine militärischen Fähigkeiten im Belagern und Erobern von Städten hin.
Zusammen mit seinem Vater nahm Demetrios 306 v. Chr. als erster Diadoche überhaupt den Königstitel an, mit dem Anspruch auf die alleinige Nachfolgerschaft Alexanders des Großen. Aufgewachsen in Asien, war er geprägt von einem orientalischen Herrscherbild, das er in der Hauptstadt der attischen Demokratie mit rauschenden Festen und einem ausgiebigen Personenkult zelebrierte. Dadurch wurde er selbst zu einem der ersten Vertreter eines neuen Herrschertypus, der die Epoche des Hellenismus prägte. Als König über Makedonien, das er einige Jahre lang unter seine Kontrolle brachte, scheiterte er jedoch letztlich, und erst sein Sohn konnte eine stabile Herrschaft über das Land etablieren.

## Leben

### Herkunft und Kindheit
Demetrios war ein Sohn des hochrangigen makedonischen Generals Antigonos Monophthalmos („der Einäugige“) und dessen Ehefrau Stratonike. Sein jüngerer Bruder war der spätere Feldherr Philippos. Der griechische Philosoph und Biograph Plutarch mutmaßte Jahrhunderte später, dass Demetrios in Wirklichkeit ein Neffe des Antigonos gewesen sei. Antigonos hatte einen älteren Bruder, der ebenfalls Demetrios hieß und einen gleichnamigen Sohn gehabt habe, den Antigonos als eigenes Kind angenommen habe, nachdem ein eigener Sohn früh verstorben sei.
Antigonos gehörte dem Fürstengeschlecht der westmakedonischen Elimiotis an und war ein enger Vertrauter von König Philipp II. von Makedonien. Demetrios wurde im oder um das Jahr 336 v. Chr. geboren, in dem auch König Philipp II. einem Attentat zum Opfer fiel. Der Vater nahm darauf am Persienfeldzug König Alexanders III. des Großen teil und wurde von diesem nach der Schlacht am Granikos (334 v. Chr.) mit dem Amt eines Satrapen von Phrygien, Lykien und Pamphylien (heutige Westtürkei) betraut. In dieser verantwortungsvollen Funktion kontrollierte Antigonos die wichtigsten Nachschubwege von Europa nach Asien. Demetrios, über dessen Kindheit nichts weiter bekannt ist, wuchs wahrscheinlich in Kelainai auf, der Residenz seines Vaters in Asien.
Nach dem Tod Alexanders in Babylon 323 v. Chr. wurde Antigonos einer der entschiedensten Gegner des Reichsregenten Perdikkas, den er während des ersten Diadochenkrieges im Bunde mit Antipatros und Ptolemaios bekämpfte. Nach der Ermordung des Perdikkas 320 v. Chr. war Antigonos einer der größten Gewinner auf der anschließenden Konferenz von Triparadeisos. Er wurde vom neuen Regenten, Antipater, als Stratege (Oberbefehlshaber) des Reichsheeres in Asien eingesetzt und in seinen Satrapien bestätigt. Das Einvernehmen zwischen Antipater und Antigonos wurde durch ein dynastisches Bündnis gefestigt, indem Demetrios mit Phila, der Tochter des Antipatros und Witwe des Krateros, verheiratet wurde.
Während Antigonos den Kampf gegen den Perdikkaner Eumenes von Kardia aufnahm, brach nach dem Tod Antipaters 319 v. Chr. der zweite Diadochenkrieg aus. Hauptakteur war Antipaters Sohn, Kassander, der die Nachfolge des Polyperchon als Reichsregent bestritt. Antigonos verbündete sich mit Kassander, nachdem Polyperchon ihm die asiatische Strategie abgenommen und sich mit Eumenes verbündet hatte. Der Krieg endete 316 v. Chr. mit dem Sieg des Antigonos über Eumenes in der Schlacht von Gabiene, während gleichzeitig Kassander in Europa über Polyperchon siegte.
Antigonos befand sich nun auf dem Höhepunkt seiner Macht. Er beherrschte Asien vom Hellespont bis zum Indus. Aus dieser Machtposition heraus ließ er sich 316 v. Chr. von seinem Heer zum neuen Reichsregenten gegen Kassander ausrufen, löste damit aber den dritten Diadochenkrieg aus, da sich Kassander sofort mit Ptolemaios und Seleukos gegen ihn verbündete. Während der Belagerung von Tyros 314 v. Chr. proklamierte Antigonos die Befreiung der griechischen Städte mit dem Ziel, diese als Bündnispartner im Rücken Kassanders zu gewinnen. Diese Politik sollte gerade für Demetrios noch von Bedeutung sein.

### Der dritte Diadochenkrieg

#### Stratege in Syrien

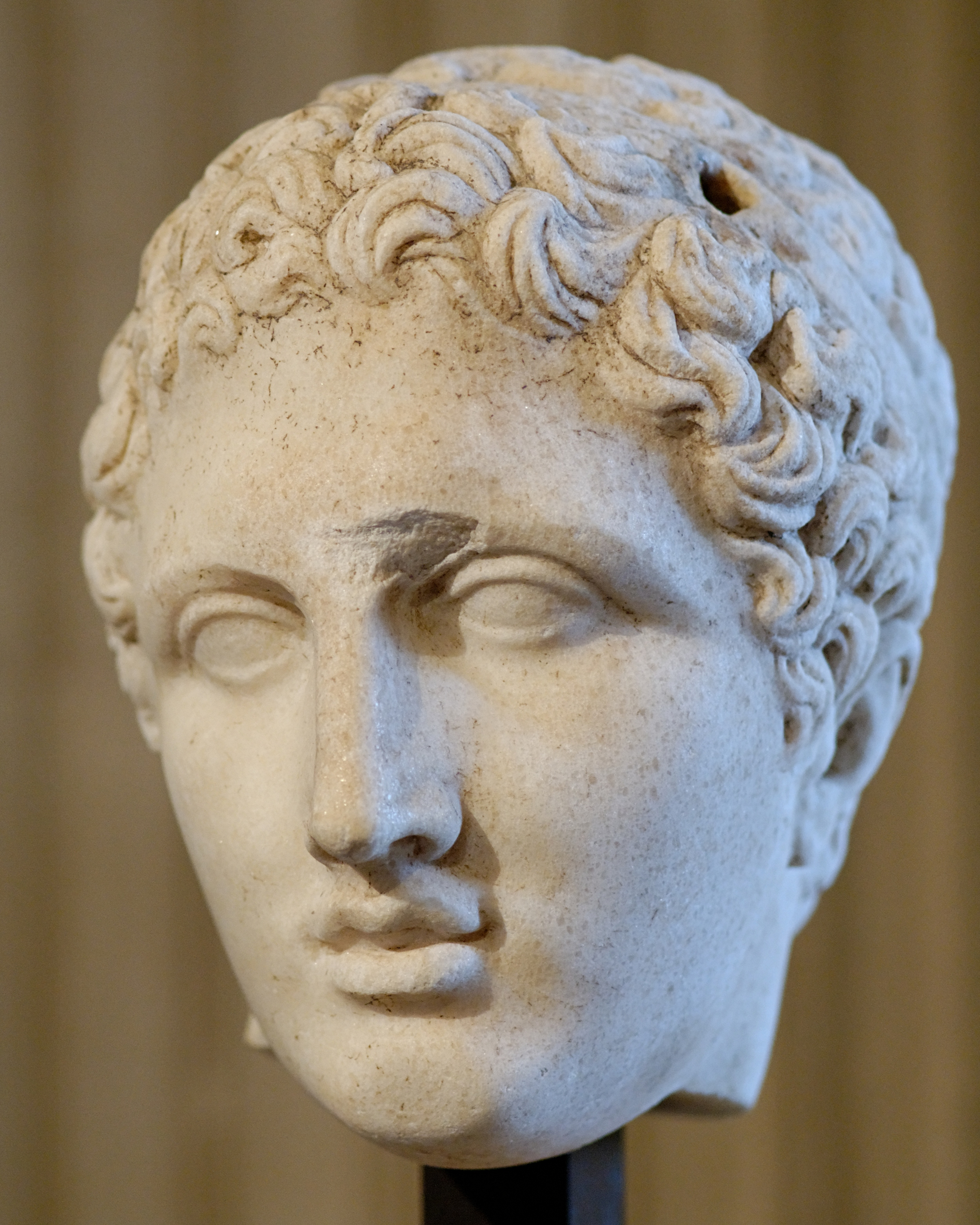
Skulptur eines männlichen Kopfes mit einem Diadem und zwei eingearbeiteten Löchern. Sie stellt vermutlich Demetrios Poliorketes oder Hermes dar, Smyrna (Paris, Louvre)

Im Jahr 313 v. Chr. wurde Demetrios von seinem Vater zum Strategen Syriens und Koilesyriens (heute Palästina) ernannt. Dort sollte er den Kampf gegen den in Ägypten herrschenden Ptolemaios führen, während sein Vater in Kleinasien Kassander, dem Herrscher Makedoniens und Griechenlands, entgegentrat. Die Aufgabe war deshalb von besonderer Wichtigkeit, da Demetrios so auch die Sicherung der phönizischen Seehäfen oblag.
Im Jahr 312 v. Chr. erlitt der unerfahrene Demetrios in der Nähe von Gaza aber eine vernichtende Niederlage gegen Ptolemaios, einen der fähigsten Generäle Alexanders des Großen. Er verlor etwa 13.000 Mann auf dem Feld, darunter den Feldherrn Peithon, oder durch Gefangenschaft, auch sein Lager samt seinem persönlichen Zelt wurde vom Gegner erbeutet. Allerdings erhielt er bald wieder von Ptolemaios seine persönlichen Besitztümer in einem Akt der gegenseitigen Anerkennung zurückerstattet. Wenig später gelang Demetrios sein erster Sieg über ein ptolemäisches Heer bei Myus, worauf er anschließend trotz einer schlechten Versorgungslage die Nabatäer unterwarf. Dennoch hatte die Niederlage bei Gaza schwerwiegende Folgen: Seleukos, der in Ptolemaios Diensten stand, konnte mit einer kleinen Truppe nach Mesopotamien ziehen und dort Babylon einnehmen, das nun für die Antigoniden dauerhaft verloren war.
Im Jahr 311 hatten sich die Kräfte der Kriegsgegner erschöpft, die sich auf einen Frieden (Diadochenfrieden) einigten, in dem weitgehend der Status quo für alle Konfliktparteien gewahrt wurde. Ptolemaios blieb weiter der Herr Ägyptens und erhielt das von ihm eroberte Zypern bestätigt, ebenso wie Kassander und Lysimachos Makedonien bzw. Thrakien behielten; Antigonos konnte Asien samt Syrien halten. Kassander aber musste, wie von Antigonos gefordert, die griechischen Städte in die Freiheit entlassen, was er aber nur teilweise umsetzte. Besonders in Athen behielt er seine Besatzung bei.
Der dritte Diadochenkrieg hatte wichtige Veränderungen im Machtgefüge des Alexanderreichs hervorgerufen. 310 v. Chr. wurden die Alexandersöhne König Alexander IV. Aigos und Herakles sowie die Mutter Alexanders IV., Roxane, von Kassander ermordet. Kurz darauf ließ Antigonos die Alexanderschwester Kleopatra ermorden, um deren geplante Ehe mit Ptolemaios zu verhindern. Die Diadochen lösten sich damit vom Herrschaftsanspruch des alten Königshauses und betrachteten die von ihnen gehaltenen Territorien als ihr eigenes, „speergewonnenes“ Land. Die Idee von der Einheit des Alexanderreiches wurde aber noch von Antigonos wachgehalten, allerdings mit der eigenen Familie als einigendem Band, an Stelle der erloschenen Argeaden.

#### Der vierjährige babylonische Krieg
→ siehe Hauptartikel: Babylonischer Krieg
Von dem Frieden der Diadochen ausgenommen war Seleukos. Dieser hatte Babylon eingenommen, das Antigonos und Demetrios zurückzuerobern suchten. Ihre Feldherren scheiterten aber an der listenreichen Kriegsführung des Seleukos. Dabei verloren sie 311 v. Chr. die Städte Ekbatana und Susa, womit ihnen faktisch die persischen Satrapien entglitten. 310 v. Chr. belagerte Demetrios zweimal Babylon, das er aber nach heftigen Straßenkämpfen aufgeben musste. Nachdem Antigonos 309 v. Chr. auch in einer Feldschlacht gegen Seleukos unterlag, schloss er mit diesem einen Separatfrieden, in dem er Mesopotamien, Persien und Baktrien endgültig aufgab. Der Herrschaftsraum der Antigoniden schrumpfte so auf Kleinasien zusammen. Dadurch konnten sich die Antigoniden aber vorerst von der Bedrohung im Osten befreien, da sich Seleukos im Anschluss auf einen mehrjährigen Eroberungszug nach Indien begab.

### Der vierte Diadochenkrieg

#### Landung in Piräus und die Eroberung von Megara

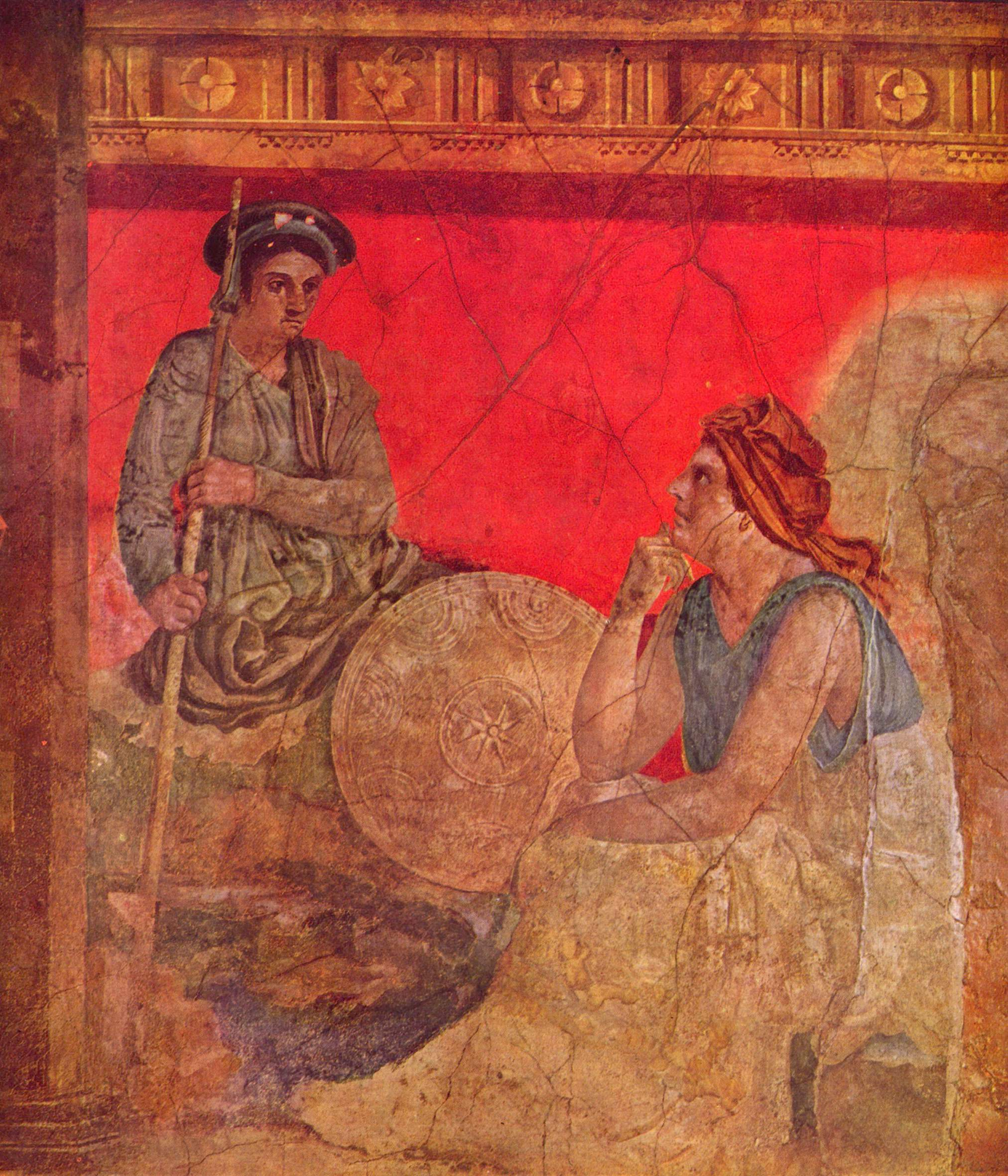
Mittelfresko an der Ostwand der Villa des Publius Fannius Synistor in Boscoreale (Neapel, Museo Archeologico Nazionale); Franca Landucci Gattinoni plädiert für eine Identifikation des Auftraggebers des hellenischen Vorbildes mit Antigonos Gonatas. Dargestellt wären dann seine Mutter Phila und sein Vater Demetrios Poliorketes. (Gattinoni: L’arte del potere. Vita e opere di Cassandro di Macedonia. Franz Steiner Verlag, 2003.)

Der Friede währte nicht lange. Im Jahr 309 v. Chr. musste Antigonos einen schweren Verlust hinnehmen, nachdem sein Neffe Ptolemaios von ihm abfiel und sich mit dem gleichnamigen Herrscher von Ägypten verbündete. Der Neffe hatte einst für Antigonos den größten Teil Griechenlands von Kassander erobert und sich Hoffnungen auf ein eigenes Fürstentum gemacht. Weil er diese aber nicht erfüllt sah, wechselte er die Seite, womit Antigonos seine strategisch wichtigen Positionen in Griechenland verlor. Diesem Verlust begegnete Antigonos mit der Ernennung seines Sohnes Demetrios zum Strategen von Griechenland und rüstete ihn mit einer Flotte von 250 Schiffen und 5000 Talenten Silber aus. In Rückgriff auf die Proklamation zur Befreiung Griechenlands ließ er Demetrios im Frühjahr 307 v. Chr. von Ephesos aus in See stechen, mit Athen als der wichtigsten Stütze Kassanders in Griechenland als Ziel. Damit wurde der nunmehr vierte Diadochenkrieg eröffnet.
Die Straßen von Kythnos oder Serifos passierend, drang Demetrios in das myrtoische Meer vor und lenkte seine Flotte in den Saronischen Golf. Am 10. Juni 307 v. Chr. ankerte er vor der Einfahrt des großen Hafens von Piräus. Die Hafenbesatzung hielt seine Schiffe für eine ägyptische Flotte des Ptolemaios, des Verbündeten Kassanders, und ließ ihn daher einfahren. Nachdem er der überraschten Abordnung der attischen Bürgerschaft seine wahren Absichten kundgetan hatte, nahm Demetrios die Belagerung des Munychia auf, in dem sich die Garnison Kassanders zurückgezogen hatte.
Nach der Abriegelung des Munychia zog Demetrios vor Megara, das er sogleich belagerte. Während sich die Belagerung hinzog, soll er sich selbst in Gefahr gebracht haben, als er davon hörte, dass die schöne Fürstin Kratesipolis in Patras weilte. Er verließ seine Truppen, um sich mit ihr zu einem intimen Stelldichein zu treffen. Von dieser Begegnung erfuhren aber seine Feinde und lauerten ihm in seinem Zelt vor Patras auf. Nur mit einem Mantel auf das Nötigste bekleidet, gelang ihm aber dennoch die Flucht vor seinen Feinden.
Nach der Eroberung Megaras verzichtete Demetrios nach dem Drängen Athens auf eine Zerstörung der Stadt und gab sich mit der Vertreibung der Garnison zufrieden. Als er erfuhr, dass der berühmte Philosoph Stilpon, dem der Ruf eines Genussmenschen vorauseilte, in der Stadt lebte, ließ er ihn auf ein Gespräch zu sich bringen. In Unwissenheit über den Tod der Frau und Tochter sowie die Zerstörung des Hauses des Philosophen fragte Demetrios ihn, ob er durch die Belagerung etwas verloren habe. Darauf erwiderte Stilpon, dass er nichts verloren habe, all seinen Besitz trage er bei sich (gemeint war sein Wissen). Dieser Dialog, besonders Stilpons Ausspruch, wurde von antiken Autoren oft zitiert und verschieden interpretiert. Nachdem Demetrios zum Abschied Stilpon noch versprach, ihn als freien Mann in Megara zurückzulassen, stimmte dieser ihm mit dem Hinweis zu, dass Demetrios in der Tat keinen einzigen Sklaven zurücklassen werde. Demetrios hatte alle Sklaven Megaras als Kriegsbeute mitgenommen, was für die Stadt einen enormen wirtschaftlichen Schaden bedeutete.

#### Die erste Eroberung von Athen

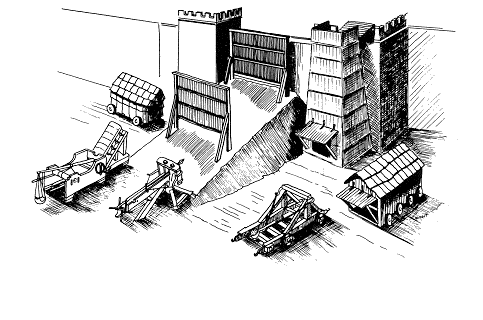
Antike Belagerungsmaschinen

Nach der Einnahme Megaras wandte sich Demetrios wieder dem Munychia zu, den er mit eigens neukonstruierten Belagerungsmaschinen schließlich einnehmen konnte. Zwei Monate nach seiner Landung konnte er nun feierlich in Athen einziehen.
Demetrios beseitigte umgehend das von Kassander gestützte oligarchische Regime des Demetrios von Phaleron und setzte seinerseits eine neue demokratische Obrigkeit ein, die erstmals seit fünfzehn Jahren wieder an die Regierung kam. Er begnadigte den abgesetzten Statthalter Kassanders aufgrund seiner Verdienste für die Stadt, obwohl das neue demokratische Regime über ihn das Todesurteil verhängt hatte. Ebenso sprach er den Komiker Menander und den Redner Deinarchos frei. Demetrios von Phaleron zog später nach Alexandria, wo er maßgeblich beim Aufbau der großen Bibliothek mitwirkte. Die Gunst der Bevölkerung Athens gewann Demetrios mit der kostenlosen Bereitstellung von Holz aus Asien, das für den Bau von hundert Schiffen ausreichen sollte. Außerdem gab er ihnen Imbros und vermutlich auch Lemnos zurück, womit der Verlust der See beherrschenden Stellung Athens in den vorangegangenen Jahren gemildert werden sollte.
Als verlässlichste Stütze für Demetrios’ Herrschaft in Athen erwies sich der alte Orator und Makedonenfeind Stratokles. Auf sein Betreiben hin überhäufte die Ekklesia der Stadt Demetrios und seinen Vater mit Ehrerbietungen verschiedenster Art. Beide wurden unter die Väter der Stadt eingereiht, indem zwei neue goldene Phylen (Demetrias und Antigonis) den ursprünglich bestehenden zehn hinzugefügt wurden. Sie wurden unmittelbar neben den Statuen des Harmodios und Aristogeiton aufgestellt. Zwei Kronen im Wert von 200 Talenten wurden ihnen dazu übergeben. Ebenso wurden ihre Abbilder in den heiligen Mantel der Athene eingewoben. Weiterhin wurden sie unter die „rettenden Götter“ (Soter) aufgenommen, für die nun jährlich ein Priester ernannt werden sollte. Demetrios selbst wurde mit einem eigenen Altar geehrt (Altar des herabsteigenden Gottes), der an jenem Platz in der Stadt aufgestellt wurde, wo er das erste Mal von seinem Wagen gestiegen war.
Demetrios beging die Feierlichkeiten auf der Akropolis, wo er rauschende Feste nach dem Vorbild des Dionysos beging. Seine Bindung zu Athen versuchte er durch eine Ehe zu festigten. Er heiratete die Stadtbürgerin Eurydike, die Witwe des ptolemäischen Feldherren Ophellas, die angeblich eine Nachkommin des attischen Feldherrn Miltiades des Jüngeren war. An seiner ersten, noch immer bestehenden und rechtmäßigen Ehe mit Phila nahm er keinen Anstoß, wodurch er der erste hellenistische Herrscher wurde, der polygam lebte.

#### Der Triumph von Salamis (306 v. Chr.)
Obwohl Demetrios im Jahr 306 v. Chr. noch mit dem Kampf in Griechenland beschäftigt war, wurde er von seinem Vater angehalten mit der Flotte gegen Ptolemaios zu ziehen. Dieser hatte in den vergangenen Jahren eine beherrschende Position im östlichen Mittelmeerraum errichtet und drohte damit Antigonos von Griechenland abzuschneiden. Demetrios segelte mit ca. 200 Schiffen und ca. 15.000 Mann Richtung Zypern, das von Ptolemaios Bruder, Menelaos, gehalten wurde.
Demetrios landete unbehelligt an der Nordküste der Insel bei Karpasia. Nachdem er schnell diese Stadt eingenommen hatte, zog er in das Zentrum der Insel. Wenige Kilometer vor Salamis stellte sich ihm Menelaos mit ca. 12.000 Infanteristen und 800 Kavalleristen entgegen. Demetrios konnte den wenig motivierten Gegner überrennen, der sich hinter die Stadtmauern von Salamis zurückzog. Um diese Stadt wurde sofort ein Belagerungsring gezogen. Demetrios ließ Handwerker, Holz und Metall aus Asien herbeischaffen, um für die anstehende Belagerung die größten und ausgefeiltesten Maschinen zu bauen, darunter auch die berühmt gewordene Helepolis („Stadteinnehmerin“). Nach dem Historiker Diodor soll sich der Aufwand allerdings nicht gelohnt haben, da Menelaos in einem nächtlichen Ausfall den Turm erfolgreich in Brand stecken konnte, der darauf vollständig niederbrannte.
Zur selben Zeit erreichte Ptolemaios mit etwa 150 Kriegs- und 200 Transportschiffen die Insel und bot, in der Hoffnung eine verlustreiche Schlacht abzuwenden, Demetrios einen freien Abzug an. Demetrios konterte mit einem Gegenangebot Ptolemaios seinerseits ungeschoren ziehen zu lassen, wenn dieser ihm die griechischen Städte Korinth und Sikyon aushändige. Nachdem Ptolemaios das Angebot wie erwartet ausgeschlagen hatte, segelte Demetrios ihm mit seiner Flotte entgegen. Einige seiner Schiffe waren Siebenruderer, die meisten aber nur mit fünf Ruderreihen versehen. Menelaos unternahm den Versuch, seinem Bruder mit 60 Schiffen zu Hilfe zu kommen, wurde aber von 10 Schiffen des Demetrios aufgehalten, welche die Hafenausfahrt von Salamis blockierten. Gleichzeitig ließ Demetrios die so gefangenen Schiffe von Katapulten beschießen, die auf vorspringenden Landzungen aufgestellt wurden. Die Seeschlacht entschied Demetrios mit einem ungestümen Angriff, indem es ihm gelang das Zentrum und den rechten Flügel der gegnerischen Flotte zu überwältigen und an die Küste Zyperns zu drängen. Über 80 Schiffe des Gegners wurden versenkt oder stark beschädigt und 70 erbeutet, Ptolemaios selbst entkam mit nur acht.
Neben den Schiffen erbeutete Demetrios den kompletten Kriegsschatz des Ptolemaios und nahm dessen gesamtes engeres Gefolge gefangen, darunter auch dessen Sohn, Leontiskos, und die Flötenspielerin Lamia. Nun ohne Aussicht auf Entsatz ergab sich auch Menelaos und händigte Demetrios sowohl die Stadt als auch Flotte und Heer aus. Aus der Beute machte Demetrios der Bevölkerung von Athen 1.200 vollständige Rüstungen zum Geschenk. Die Gefangenen Menelaos und Leontiskos ließ er bedingungslos frei, als Revanche für Ptolemaios edelmütiges Verhalten nach der Schlacht von Gaza.

#### Das Jahr der Könige

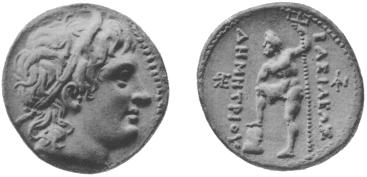
Tetra-Drachmen des Demetrios Poliorketes
links: Profil seines Kopfes, gekrönt mit dem Diadem
rechts: die Prägung ΒΑΣΙΛΕΩΣ ΔΗΜΗΤΡΙΟΥ, sowie einen Dreizack haltenden Poseidon

Demetrios entsandte nach diesem Sieg einen Boten zu seinem Vater, der zu diesem Zeitpunkt vermutlich in der kurz zuvor gegründeten Stadt Antigoneia (dem späteren Antiochia) weilte. Nach der öffentlichen Verkündigung des Sieges rief die Heeresversammlung Antigonos zum neuen König (Basileus) aus und band ihm ein Diadem um den Kopf. Auf sein Geheiß wurde ein Diadem auch an Demetrios gesandt, den er in einem Begleitbrief sogleich mit König anredete. Antigonos erhob durch sein so gewonnenes Königtum Anspruch auf die legitime Nachfolge Alexanders des Großen in dem von diesem eroberten und ungeteilten Reich.
Im darauffolgenden Jahr segelte Demetrios mit seiner Flotte gegen die ägyptische Küste, während gleichzeitig sein Vater mit ca. 80.000 Mann und 83 Elefanten auf dem Landweg heranzog. Die Landung der Truppen des Demetrios wurde allerdings von den ptolemäischen Truppen abgewehrt und nachdem ein Sturm einen beträchtlichen Teil der Flotte zerstört hatte, entschied sich Antigonos zum Abbruch des Angriffs. Er wollte nicht ein ähnliches Schicksal wie einst (321 v. Chr.) Perdikkas am Nil erleiden.
Als Reaktion auf die Königserhebung des Antigonos und Demetrios nahmen 305 v. Chr. auch Ptolemaios, Kassander, Seleukos und Lysimachos den Königstitel an. Damit wiesen sie zum einen den Alleinherrschaftsanspruch der Antigoniden im Alexanderreich zurück, zum anderen aber stellten sie die Reichseinheit überhaupt in Frage, da sie selbst keine persönlichen Ansprüche auf das Gesamtreich stellten, sondern ihre Königtümer auf die von ihnen beherrschten Gebiete beschränkten: Ptolemaios in Ägypten, Kassander in Makedonien, Seleukos in Mesopotamien und Lysimachos in Thrakien. Demetrios und sein Vater verweigerten ihnen folglich die Anerkennung als Könige. Später beanspruchte Demetrios anlässlich der Neugründung des korinthischen Bundes (302 v. Chr.) freilich, der „einzige König“ zu sein und degradierte die anderen Machthaber demonstrativ zu seinen Amtsträgern; Ptolemaios verlieh er den Rang eines „Admirals“, Seleukos den eines „Kommandeurs der Elefantentruppe“, Agathokles ernannte er zum „Inselkommandant“ und Lysimachos zum „Schatzmeister“ (gazophylax), ein Amt das in der Regel mit Eunuchen besetzt wurde. Seinen Hauptgegner Kassander ignorierte er dabei selbstverständlich, als den erklärten Reichsfeind.

#### Die Belagerung von Rhodos (305–304 v. Chr.)
Auf der Rückreise von Ägypten entschloss sich Demetrios zu einem Angriff auf das unabhängige Rhodos. Die Insel trat in den Diadochenkriegen zwar weitestgehend neutral auf, doch begünstigte sie mit ihrer starken Flotte häufig Ptolemaios gegen die Einheitsbestrebungen des Antigonos. Diese ständige Bedrohung für die uneingeschränkte Herrschaft im Ägäisraum wollte Demetrios daher ausschalten, wofür er 200 Kriegs- und 170 Transportschiffe aller Größen sowie an die 1.000 Piratenschiffe und nicht weniger als 40.000 Mann zusammenzog.
Nach der Landung im Süden der Insel vor deren gleichnamiger Hauptstadt begann Demetrios sofort mit der Belagerung. Dieses gewaltige Unternehmen gilt als Höhepunkt der antiken Belagerungstechnik. Demetrios setzte unter anderem zwei vierstöckige auf Schiffen aufgestellte Belagerungstürme ein, um den Hafen der Stadt von der See aus zu bedrängen. Nachdem diese nach heftigem Kampf von rhodischen Brandern vernichtet wurden, ließ er in die Hafenmauer mit großen Katapulten eine Bresche schlagen, die aber von den Verteidigern gehalten werden konnte. Demetrios gelang es den Hafendamm zu erobern, verlor ihn aber schon nach einem Gegenangriff der Rhodier.

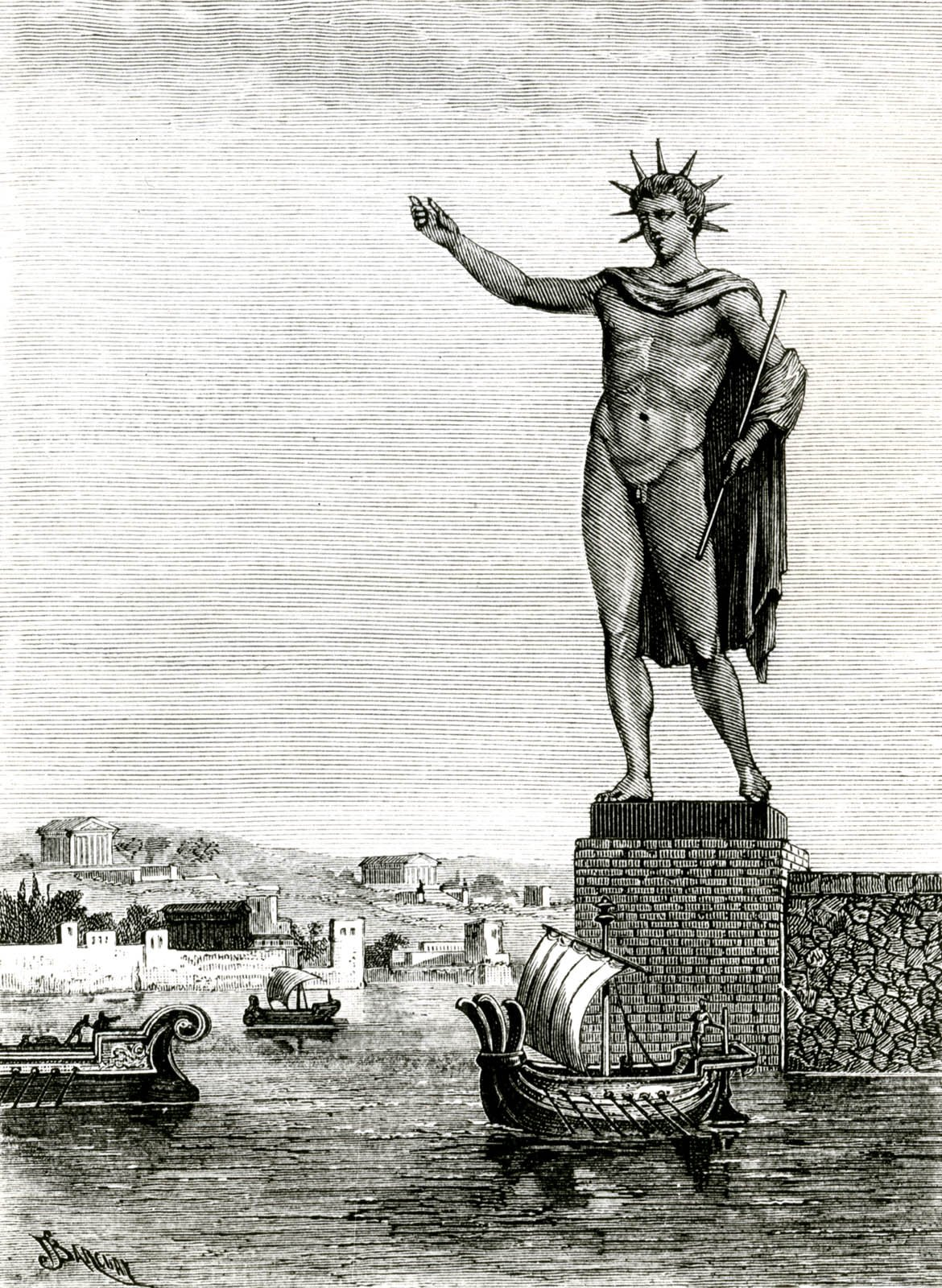
Der Koloss von Rhodos in einer Darstellung aus dem 19. Jahrhundert.

Bei Einbruch des Winters setzte Demetrios die Belagerung vom Land aus fort. Wie schon bei Salamis ließ er von mehr als 25.000 Handwerkern eine neue Helepolis bauen, die ihre Vorgängerin an Größe noch übertraf. Sie erhob sich auf einer vierseitigen Basis von je 50 Ellen, auf annähernd 100 Ellen in die Höhe. Von drei Seiten wurde sie durch eine Blechverkleidung vor Brandpfeilen geschützt und besaß an ihrer Front mehrere Öffnungen für Geschütze aller Art. Bedient wurde sie von etwa 3.400 Soldaten. Dazu ließ er zwei Sturmböcke von 125 Metern Länge bauen, die von je 1.000 Mann bedient wurden. Währenddessen verbesserten die Rhodier ihre Lage, indem sie mit ihrer Flotte mehrere Ausfälle aus ihrem Hafen wagten und Demetrios’ Nachschub zur See störten. Hilfe erhielten sie dabei von der ptolemäischen Flotte, der es gelang eine große Getreidelieferung in den Hafen zu steuern. Auch von Lysimachos und Kassander erhielten die Verteidiger Nachschub an Nahrung und Waffen.
Während der Maschinenbau voranschritt, besuchte Demetrios mehrmals den berühmten Maler Protogenes, der in seiner Werkstatt vor den Mauern der Stadt lebte. Auf seine Verwunderung darüber, warum der Künstler trotz der Kämpfe weiterhin an seinen Gemälden arbeite, erklärte der, dass Demetrios mit der Stadt und nicht mit der Kunst im Krieg läge. In dieser Zeit entstand mit dem „schlafenden Satyr“ das bekannteste Gemälde des Protogenes.
Im Frühjahr 304 v. Chr. waren die Bauarbeiten und auch die Einebnung des Feldes vor der Stadt für die Maschinen beendet. Nach zwei Angriffen auf die Stadtmauer gelang es Demetrios eine Bresche zu schlagen, allerdings hatten die Verteidiger hinter ihr bereits eine zweite Mauer errichtet, die nun durch den Schutt der Bresche zusätzlich geschützt war. Hinter ihr errichteten sie eine dritte Mauer und hoben vor der Bresche einen Graben aus. Gleichzeitig führten sie mit ihren Schiffen weiter Kaperangriffe auf Demetrios’ Getreidetransporter aus. In einer Nacht unternahm Demetrios mit 1.500 ausgewählten Kriegern einen letzten Angriff durch die Bresche. Seine Truppen drangen bis zum Stadttheater vor, wurden aber erneut von den Verteidigern zurückgeschlagen. Demetrios wollte den Kampf fortführen, bis Abgesandte seines Vaters, aber auch des Aitolischen Bundes und von Athen erschienen. Sie machten ihm deutlich, dass Kassander in Griechenland auf dem Vormarsch sei und bereits Athen belagere.
Demetrios schloss mit Rhodos Frieden und versprach die Unabhängigkeit der Insel zu respektieren. Im Gegenzug stellten die Rhodier einhundert Geiseln und gelobten in Zukunft den Befehlen des Antigonos zu gehorchen. Von der antigonidischen Propaganda wurde die Belagerung als ein Erfolg gewertet, Demetrios’ Beiname ging auf sie zurück. Die Rhodier hingegen betrachteten sich durch ihre erbitterte und mit Erfolg geführte Verteidigung als die tatsächlichen Sieger. Offen machten sie es deutlich, indem sie Ptolemaios für seine Unterstützung den Ehrentitel eines „Retters“ (Soter) verliehen. Das sichtbarste Zeichen ihres Sieges aber war die von ihnen errichtete Monumentalstatue zu Ehren des Sonnengottes Helios, die sie aus dem Material der von Demetrios zurückgelassenen Belagerungsmaschinen in der Einfahrt ihres Hafens errichteten. Als Koloss von Rhodos ging dieses Siegessymbol als eines der Sieben Weltwunder in die Geschichte ein.

#### Hegemon von Griechenland
Demetrios betrat im Spätherbst 304 v. Chr. mit 330 Schiffen in der Nähe von Aulis wieder griechischen Boden. Da er nun drohte Kassander von Makedonien abzuschneiden, nötigte er diesen zum Abbruch der Belagerung Athens und zum Rückzug aus Attika. Demetrios verfolgte ihn durch die Thermopylen und nahm Herakleia ein. Anschließend vertrieb er Kassanders Besatzungen aus den Festungen Phyle und Panakton, die er Athen übergab. Mit dem Aitolischen und Böotischen Bund schloss er ein gegen Kassander gerichtetes Bündnis. Nach seinem triumphalen Einzug in Athen nahm er im Parthenon der Akropolis seine Residenz, wo er den Winter auf 303 v. Chr. mit neuen Festivitäten verbrachte und sich als Bruder der Athene in Szene setzte. Immer deutlicher trat er nun als der wahre Herr der Stadt auf und saß auch über die Bürger zu Gericht. Stratokles brachte in der Volksversammlung den Beschluss durch, wonach alle Befehle des Demetrios als heilig gegenüber den Göttern und den Menschen angesehen werden sollten. Dagegen erhob allerdings Demochares Einwand, wofür er jedoch verbannt wurde.
Im folgenden Jahr eröffnete Demetrios eine Großoffensive und nahm nacheinander Argos und Korinth sowie große Teile von Achaia und Arkadien ein. Die alte Königsstadt Sikyon wurde zerstört und ihre Bevölkerung etwas oberhalb des alten Ortes neu angesiedelt. Der Eroberer sorgte für die Befestigung der neuen Akropolis, die nach seinem Willen Demetrias heißen sollte, doch hatte der Namenswechsel keinen Bestand. Anlässlich einer Herafeier in Argos nahm er Deidameia, die Schwester des Pyrrhos, zur dritten Gemahlin. Danach suchte er die restliche Peloponnes, die noch Polyperchon beherrschte, zu unterwerfen. Er eroberte Bura, Skyros und Aigion, andere Städte unterwarfen sich ihm kampflos. Danach lud er ein Synhedrion nach Korinth, wo er den Korinthischen Bund erneuern und sich von ihm zum Hegemon von Hellas ernennen ließ. Den Rest des Jahres unternahm Demetrios großangelegte Rüstungen, die zum entscheidenden Schlag gegen Kassander führen sollten. Mit ca. 8.000 Makedonen, 15.000 Söldnern und 25.000 Mann hellenischer Bundestruppen wollte er nach Makedonien ziehen.
In der Zwischenzeit ließ sich Demetrios in Athen in die Mysterien von Eleusis einweihen. Eigens dafür wurden die traditionellen Gesetze für die Weihe gebeugt, die vorsahen, dass die kleinen Weihen im Monat Anthesterion (Februar) und die großen Weihen zwei Jahre später im Monat Boëdromion (Oktober) vollzogen werden sollten. Da Demetrios nicht soviel Zeit aufbringen wollte, ließ Stratokles einfach den Monat Munychion (wohl April) des Jahres 303 v. Chr. zuerst in Anthesterion und dann in Boedromion umbenennen und ein Jahr weiter datieren, damit der Stadtherr die Weihen schnell empfangen konnte. Wieder veranstaltete Demetrios im Parthenon rauschende Feste und wurde von den Bürgern der Stadt als Sohn des Poseidon und der Aphrodite besungen und mit der Fruchtbarkeitsgöttin Demeter zusammengeführt. Er selbst soll die Schmeichler und Buhler der Stadt zu seiner Belustigung nach Belieben gedemütigt haben, indem er seiner Hetäre Lamia mehrere Aphroditentempel weihen ließ und ihr das ihm von der Stadt gespendete Gold schenkte, damit sie sich Schminke kaufen könne.

#### Entscheidung bei Ipsos (301 v. Chr.)
Während Demetrios bis zum Ende des Jahres 302 v. Chr. seine Rüstung vollendete, schlossen sich Kassander und Lysimachos militärisch enger zusammen, um den bevorstehenden Angriff von Demetrios abzuwehren. Nach Ptolemaios’ Beitritt zur Allianz entschlossen sie sich, selbst in die Offensive zu gehen, allerdings gegen Antigonos in Asien. Lysimachos belagerte Abydos, das Demetrios aber mit seiner Flotte entsetzen konnte. Dann eroberte ein Feldherr des Lysimachos die antigonidische Stadt Ephesos, deren Demokratie abgeschafft und die Flotte verbrannt wurde. Dort verlor Demetrios auch seine rhodischen Geiseln, die befreit wurden und in ihre Heimat zurückkehren konnten. Des Weiteren ergaben sich auch Teos und Kolophon; Erythrai und Klazomenai konnten aber gehalten werden. Die Lage verschärfte sich zusätzlich für die Antigoniden, nachdem der Satrap Phoinix von ihnen zu Lysimachos abfiel und die strategisch wichtige Satrapie des hellespontischen Phrygien mitnahm. Lysimachos selbst zog mit einem Heer in das zentrale Anatolien und bedrohte Kelainai, ließ sein Heer aber in eine feste Stellung eingraben, als ihm Antigonos mit einem Heer über Kilikien kommend entgegenzog. Zur selben Zeit kehrte Seleukos von seinem Indienfeldzug nach Kleinasien zurück und nahm Bündnisverhandlungen mit Lysimachos auf.
In dieser Situation wurde Demetrios von seinem Vater mit seiner gesamten Heeresmacht nach Asien gerufen, womit die Offensive gegen Kassander abgesagt werden musste. Mit seiner Flotte eroberte Demetrios das kurz zuvor verlorene Ephesos zurück und riegelte den Hellespont mit 3.000 Kriegern und 30 Schiffen ab. Ein Heer des Kassander, kommandiert von dessen Bruder Pleistarchos, musste auf dem Weg nach Asien deshalb einen Umweg über Odessos und das Schwarze Meer nehmen. Daraufhin schlug Demetrios ein Heer des Lysimachos bei Lampsakos, dessen sämtliches Gepäck er dabei eroberte. Kurz danach traf der von Kassander aus seinem Königreich vertriebene Epirotenkönig Pyrrhos in Demetrios’ Feldlager ein. Nachdem sich die Ankunft des Seleukos in Kleinasien herumgesprochen hatte, zog auch Demetrios in der ersten Jahreshälfte 301 v. Chr. mit seinem Heer weiter in den Osten um sich mit seinem Vater zu vereinen.

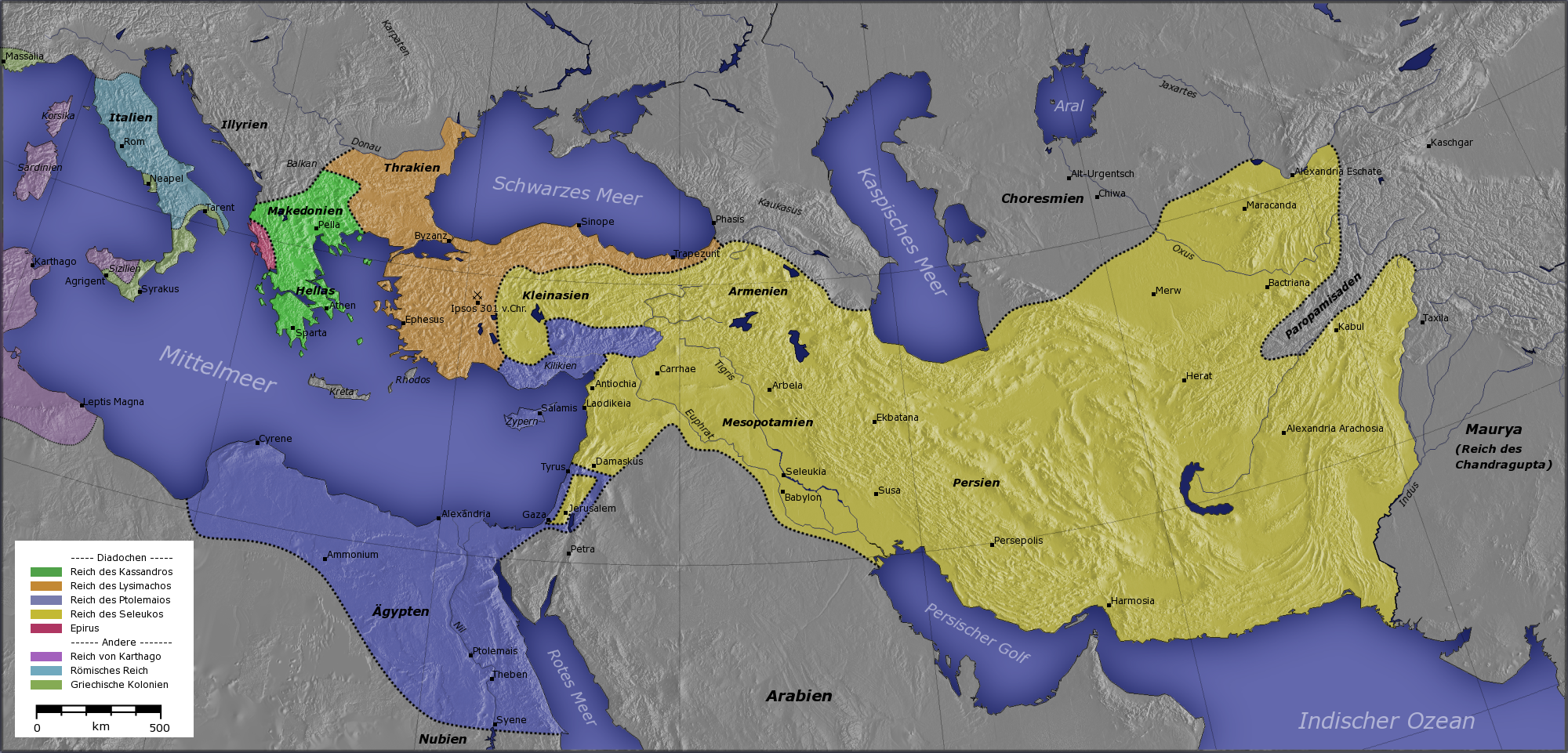
Das zerfallene Alexanderreich nach der Schlacht von Ipsos
Seleukos (gelb)
Lysimachos (orange)
Ptolemaios (blau)
Kassander (grün)

In der Nähe des Ortes Ipsos traf das Heer der Antigoniden mit dem ihrer vereinten Gegner aufeinander. Auch die genaue geographische Lage von Ipsos ist unbekannt. Wahrscheinlich lag es in der Nähe von Synnada in Zentralanatolien. In der folgenden Schlacht bei Ipsos geboten Antigonos und Demetrios zusammen über etwa 70.000 Infanteristen, 10.000 Kavalleristen, 120 Sichelwagen und 75 Elefanten, während ihre Gegner etwa 64.000 Infanteristen, 10.500 Kavalleristen und über 400 Elefanten, die Seleukos aus Indien mitgebracht hatte, aufbieten konnten. Am Morgen der Schlacht stolperte der greise Antigonos angeblich, als er sein Zelt verließ. Auf den Knien soll er die Arme zum Himmel erhoben haben und die Götter um einen Sieg oder einen schnellen Tod ohne Wissen von einer Niederlage gebeten haben. Antigonos übernahm das Kommando über die Infanterie, die in drei Phalangen (Makedonen, hellenische Bundestruppen und Söldner) aufgeteilt war, während Demetrios die Kavallerie anführte. Die Schlacht begann mit einer Attacke der Reiterei beider Armeen, während sich die gegnerischen Phalanxen aufeinander zubewegten. Bevor die Kavalleriekeile in die Reihen des jeweils gegnerischen Heeres einbrechen konnten, trafen sie aufeinander. Demetrios ließ sich im Verlauf des Kampfes von seinem Gegner, angeführt von Antiochos, vom Schlachtfeld weglocken. Das nutzte Seleukos aus, indem er seine Elefantenphalanx wie eine Mauer zwischen Antigonos und Demetrios schob. Dadurch war Demetrios die Rückkehr auf das Schlachtfeld versperrt, wo nun Antigonos allein gegen den Feind stand. Noch während der hart geführten Schlacht liefen die Söldner des Antigonos zum Feind über. Nachdem seine Phalanx vom Gegner überrannt wurde, stürzte sich Antigonos selbst und ohne Rüstung in den Kampf und fiel schließlich. Angeblich hatte er bis zuletzt auf einen Sieg gehofft, da er glaubte Demetrios würde rechtzeitig wieder zu ihm stoßen, nachdem er die Elefantenmauer umgangen habe.
Der Tod des Antigonos entschied zugleich die Schlacht und den vierten Diadochenkrieg. Der Gefallene wurde anschließend von Seleukos ehrenhaft, der Würde eines Königs gemäß, bestattet. Der asiatische Herrschaftsraum der Antigoniden wurde unter den Siegern aufgeteilt. Lysimachos bekam das westliche Kleinasien, Seleukos sicherte sich Syrien und Zentralanatolien, Pleistarchos erhielt Kilikien. Mit der Schlacht von Ipsos fand aber vor allem der Gedanke an die Einheit des Alexanderreichs sein endgültiges Ende, denn keiner der siegreichen Diadochen verfolgte noch eine solche Idee. Demetrios vertrat zwar weiterhin den Anspruch seines Vaters, hatte aber zu seiner Umsetzung keine Gelegenheit mehr.

### Seeherrschaft

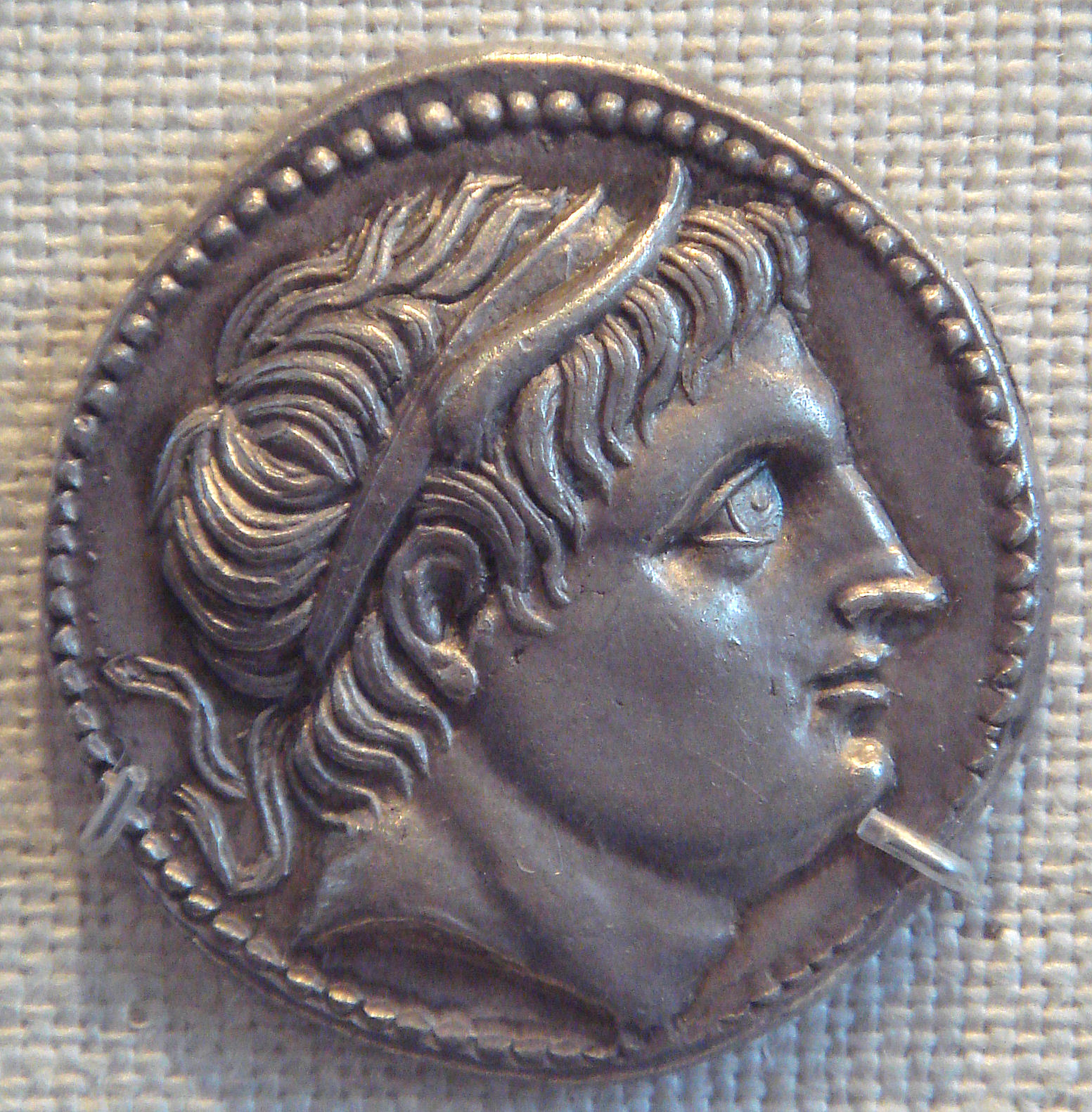
Eine Münze des Demetrios Poliorketes. Neben dem Diadem zeigt diese Darstellung auch die für ihn charakteristischen Stierhörner auf dem Kopf. Sie setzen ihn zum einen in Anspielung auf seinen Lebenswandel mit Dionysos in Beziehung, zum anderen auch wegen seines Auftretens als „Seekönig“ mit Poseidon (New York, Metropolitan Museum of Art)

Demetrios selbst konnte mit etwa 5000 Mann und 4000 Reitern der Gefangenschaft entgehen und wandte sich nach Ephesos, wo seine aus etwa 300 Schiffen bestehende Flotte wartete. Er segelte zunächst nach Kilikien, wo er seine Mutter aufnahm und sie nach Zypern brachte. Darauf kehrte er nach Ephesos zurück, um dort seinen Statthalter zu beseitigen, der den Versuch unternommen hatte, die Stadt an Lysimachos auszuliefern. Als Demetrios dann nach Athen segeln wollte, wurde er von einer attischen Gesandtschaft abgewiesen, die ihm den Zutritt zur Stadt verwehrte. Damit endete seine Herrschaft einstweilen in Athen und in weiten Teilen Griechenlands, das sich wieder dem Gebot der Stunde folgend Kassander annäherte. Nur Megara und Korinth und damit der Isthmos blieben unter seiner Kontrolle. Demetrios’ wichtigste Machtstütze wurde nun seine Flotte, sein Königreich die See. Neben den Ägäisinseln des Nesiotenbunds konnte er noch die Herrschaft über einige Hafenstädte in Kleinasien (zum Beispiel Ephesos), Phönikien (Tyros, Sidon) und Zypern behaupten.
Von der See aus agierte Demetrios weiter gegen seine Feinde und führte piratenartige Überfälle auf deren Hafenstädte aus, die er plünderte. Seine in Griechenland verbliebenen Truppen unterstellte er 300 v. Chr. seinem Freund Pyrrhos und griff Lysimachos auf der Halbinsel Chersonesos (Gallipoli) an. Unterdessen verbesserte sich seine machtpolitische Position, da der gegen seinen Vater begründete Bund der vier Könige unmittelbar nach der Schlacht von Ipsos zerbrach. Seleukos überwarf sich wegen der Herrschaft über Koilesyrien mit Ptolemaios, der darauf 299 v. Chr. ein Bündnis mit Lysimachos einging. Im Gegenzug nahm Seleukos mit Demetrios Kontakt auf, die sich auf einen gegenseitigen Frieden einigten. Nun in Asien freie Hand habend, landete Demetrios an der Küste Kilikiens, vertrieb dort Pleistarchos und bemächtigte sich dessen Schatzes. Anschließend traf er sich 298 v. Chr. im syrischen Rhossos mit Seleukos, den er auf einem dreizehnreihigen Prunkschiff bewirtete. Durch die Verheiratung seiner Tochter Stratonike an den Herrscher Asiens sicherte Demetrios das Bündnis dynastisch ab. Noch im selben Jahr, vermutlich nach der Besetzung Samarias und Gazas durch Demetrios, war Ptolemaios zum Einlenken gezwungen und schloss auf Vermittlung des Seleukos mit Demetrios Frieden. Dazu heiratete Demetrios die Tochter des Königs von Ägypten, Ptolemais, und sandte Pyrrhos als Geisel nach Alexandria.

### Rückkehr nach Griechenland

#### Die zweite Einnahme von Athen
Eine entscheidende Wende ereignete sich 297 v. Chr. mit dem Tod des Kassander. Von seinem stärksten Widersacher in Griechenland befreit, stach Demetrios im folgenden Jahr Richtung Attika in See, um Athen zurückzuerobern. Dort herrschte seit 301 eine Stasis zwischen den Politikern Charias und Lachares, der sich politisch an Kassander angelehnt hatte, während die unterlegene Gruppe um Charias Demetrios herbeirief. Charias war inzwischen hingerichtet worden, aber seine Partei hielt den Piräus besetzt. Nahe der attischen Küste wurde Demetrios’ Flotte von einem Sturm erfasst, dem viele Schiffe zum Opfer fielen. An Personal geschwächt, entschied sich Demetrios zunächst für einen Zug auf den Peloponnes. Dort eroberte er Messene, wo ihm ein Katapultgeschoss die Wange durchbohrte, und weitere Städte. Danach wandte er sich gegen Athen, wo Lachares eilends durch Demochares ein Verteidigungsbündnis mit König Philipp IV. von Makedonien schloss. Dessen auf dem Weg nach Athen erfolgter Tod begünstigte die Offensive des Demetrios, der, durch neue Schiffe verstärkt, Aigina, Salamis, Eleusis und Rhamnus eroberte. Während er so Attika schrittweise unter seine Kontrolle brachte, schickte er Gesandte in den Piräus, die dort mit den Feinden des Lachares Kontakt aufnahmen. Nachdem Demetrios mittels einer Drohgebärde mit seiner Flotte eine Transportflotte des Ptolemaios mit Hilfslieferungen für Athen vertrieben hatte, entschloss sich Lachares als Bauer verkleidet zur Flucht aus der Stadt. Er wurde in der späteren Überlieferung, so auch bei Plutarch, als Tyrann verunglimpft. Erst seit der Entdeckung eines auf Papyrus erhaltenen Fragmentes eines Geschichtswerkes weiß man, dass den Ereignissen ein Bürgerkrieg in Athen vorangegangen war.
Kaum war Lachares geflohen, wurde Demetrios 294 v. Chr. der Einzug in die Stadt gewährt. Er stellte augenblicklich die „Demokratie“ wieder her und ließ im Theater der Stadt die Ekklesia versammeln. Dort verzieh er den Bürgern der Stadt ihren Abfall sieben Jahre zuvor und schenkte ihnen 100.000 Scheffel Getreide, um die durch die Belagerung hervorgerufene Hungersnot zu bekämpfen. Auf Vorschlag des Redners Dromokleides stimmte die Ekklesia der Übergabe Munychias und des Piräus an Demetrios zu. Dieser ließ zusätzlich das Museion mit einer eigenen Garnison besetzen. Die erneute Etablierung des Demetrios als Herrscher in Griechenland hatte seine wenige Jahre zuvor geschlossenen Bündnisse mit Seleukos und Ptolemaios wieder hinfällig werden lassen. Dies kostete ihn seine Städte in Koilesyrien. Noch weitreichender war die Rückkehr des Pyrrhos in sein epirotisches Königreich im Jahr 296 v. Chr. mit der Unterstützung des Ptolemaios. Der ehemalige Freund wurde für Demetrios nun der gefährlichste Rivale in Europa, der sich zudem noch mit Lysimachos verband.

#### König von Makedonien
Ptolemaios hatte gleichzeitig zu Sparta Kontakt aufgenommen und dessen König, Archidamos IV., zu einem Feldzug gegen Demetrios bewogen. Demetrios zog den Spartanern entgegen und setzte den Wald des Lykaiosberges in Brand, in dem sie sich versteckt hatten. Er verfolgte die fliehenden Spartiaten und schlug sie im Tal des Eurotas. Er stand kurz davor, Sparta zu erobern, als zugleich in Asien Ephesos durch Lysimachos und die phönikischen Städte durch Seleukos erobert wurden. Schließlich ging auch Zypern an Ptolemaios für immer verloren, in dessen Gefangenschaft die gesamte Familie Demetrios’ fiel, die aber bald schon nach Griechenland in die Freiheit entlassen wurde. Weiterhin ging Pyrrhos offensiv in Makedonien vor, wo er die westlichen Landschaften des Landes besetzte. Demetrios verzichtete auf eine Eroberung Spartas und zog sich mit seinem Heer eilends aus Lakonien zurück. Dabei wagten die Spartiaten einen Ausfall aus ihrer Stadt, überfielen ihn in einem Engpass und vernichteten seinen Tross.
Nachdem Demetrios schnell bei Chaironeia erschien, unterwarf sich ihm der Böotische Bund. Am Golf von Volos gründete er ein weiteres Demetrias. Obwohl Theben weiterhin Widerstand leistete, zog Demetrios zunächst nach Makedonien, wo sich die Ordnung wegen eines blutigen Konflikts in der Herrscherfamilie auflöste. Er war von König Alexander V. selbst zu Hilfe gerufen worden, aber als Demetrios sich mit seinem Heer vom Peloponnes aufmachte, hatte sich der König bereits wieder auf dem Thron gegen seinen Bruder behaupten können. Alexander traf sich bei Dion mit Demetrios, in der Hoffnung ihn zu einem Abzug bewegen zu können. Laut Plutarchs nicht immer zuverlässiger Darstellung fürchtete der junge König, Demetrios würde ihm den Thron streitig machen, und habe beschlossen, ihn während eines Banketts umzubringen. Dies jedoch sei durch Demetrios’ Vorsicht verhindert worden. Am nächsten Tag habe Alexander, um keinen Verdacht zu erwecken, Demetrios in das thessalische Larisa begleitet. Bei einem gemeinsamen Essen ließ sich Demetrios laut Plutarch entschuldigen, da er mit wichtigen Angelegenheiten zu tun habe. In der Furcht, dies sei ein heimliches Signal, sei Alexander ebenfalls aufgestandem, um Demetrios aus dem Zelt zu begleiten. Am Ausgang aber habe Demetrios den Wachen zugerufen: „Tötet den, der mir folgt.“, woraufhin Alexander erschlagen worden sei. Im Sterben soll er geflucht haben, wenn er nur einen Tag länger gelebt hätte, wäre es Demetrios gewesen, der tot darniederliege.
Vor der makedonischen Heeresversammlung rechtfertigte Demetrios die Tat offenbar als Akt der Selbstverteidigung. Er verwies darauf, dass er und sein Vater stets die treuesten Vertreter für das Haus Alexanders des Großen gewesen wären, während die Familie Kassanders für den Mord an ihm und dem alten Königsgeschlecht verantwortlich gewesen sei. Tatsächlich wurde Demetrios von den Kriegern zum neuen König Makedoniens proklamiert. Er erhielt schnell eine vertragliche Anerkennung durch seinen wichtigsten Rivalen, Lysimachos, da dieser seine Kräfte gerade für den Kampf gegen die Geten benötigte.

#### Herr Griechenlands
Demetrios ging nun daran, den Rest Griechenlands zu unterwerfen. Er wandte sich gegen das starke Theben, das sich mit Sparta verbündet hatte. Mit Hilfe seiner Maschinen, darunter auch der Helepolis, belagerte er die Stadt und rückte anschließend in Böotien ein, wo er den Geschichtsschreiber Hieronymos von Kardia als Statthalter einsetzte. Nachdem eine Verschwörung oppositioneller Kräfte in Athen aufgedeckt worden war, ließ Demetrios das Museion befestigen und legte eine zusätzliche makedonische Garnison in die Stadt.
Ungeachtet seines Friedens mit Lysimachos fiel Demetrios im Jahr 293 v. Chr. in dessen thrakisches Königreich ein, nachdem Lysimachos in die Gefangenschaft der Geten geraten war. Darauf verbündete sich Pyrrhos mit den Böotiern und drang mit einem Heer in Thessalien bis zu den Thermopylen vor. Als die Geten ihrerseits Lysimachos freigelassen hatten, gab Demetrios seinen Feldzug in Thrakien auf, um sich gegen Pyrrhos zu wenden. Er vertrieb ihn von den Thermophylen und marschierte in Böotien ein. Anschließend wandte er sich wieder Theben zu, das er unter Einsatz seines eigenen Lebens bestürmte. Trotz einer schweren Pfeilwunde am Hals gelang ihm 290 v. Chr. die Eroberung der Stadt. Auf Fürsprache seines Sohnes Antigonos ging Demetrios mit den Verteidigern milde um, ließ jedoch ein Dutzend von ihnen hinrichten. Obwohl er auch Theben eine demokratische Verfassung gab, ließ er die Kadmeia mit einer Besatzung versehen, die seine Herrschaft über die Stadt zukünftig garantieren sollte.
Demetrios war nun Herrscher des gesamten griechischen Raumes; nur Sparta, Aitolien und Lokris waren noch nicht unterworfen. Als die Lokrier aufgrund ihrer Feindschaft zu Demetrios allen Hellenen die Teilnahme an den Pythischen Spielen von Delphi verweigerten, befahl Demetrios kurzerhand, den Kult der Pythien nach Athen zu verlegen, da sie dieser Stadt eher zuständen als allen anderen. Im Winter 290 v. Chr. verlegte Demetrios seinen Hof wieder nach Makedonien, wo er eine Gesandtschaft des alten Tyrannen Agathokles von Syrakus empfing. Zum Zwecke eines gemeinsamen Bündnisses gegen Pyrrhos heiratete Demetrios dessen Tochter Lanassa, die ihm die Insel Korkyra als Mitgift in die Ehe brachte. Vermutlich strebte Demetrios durch dieses Bündnis eine Vereinigung der sizilischen Griechen mit seinem Königreich an, weshalb er wohl auch eine Durchstechung des Isthmos geplant und diplomatische Kontakte zu Rom aufgenommen hatte.
Im Jahr 289 v. Chr. eröffnete Demetrios eine Offensive gegen Pyrrhos und unterwarf die mit ihm verbündeten Aitoler. Unter Zurücklassung seines Feldherren Pantauchos marschierte er dann plündernd durch Epiros und setzte nach Korkyra über, wo er die Ehe mit Lanassa vollzog. Dies nutzte Pyrrhos für einen Gegenangriff auf Aitolien, das er wieder unter seine Kontrolle brachte, wobei er Pantauchos im Zweikampf schwer verwundete. Demetrios zog wegen dieser Niederlage mit seinem Heer eilends nach Makedonien zurück.

#### Ende der Herrschaft in Makedonien
Dort brachte er offenbar bald seine Untertanen durch einen zunehmend despotischen Regierungsstil gegen sich auf. Die spätere griechische Überlieferung schildert sein Königtum als regelrechte Tyrannis. Die makedonische Heeresversammlung, die es gewohnt war, am politischen Entscheidungsprozess mitzuwirken, ignorierte er demnach und entfremdete sich von den Kriegern durch seinen verschwenderischen orientalischen Lebenswandel. Seinen Untergebenen legte er ein devotes Hofzeremoniell auf und ließ, wie es heißt, Bittsteller nur noch selten zu sich laden. Eine attische Gesandtschaft musste zwei Jahre warten, bis er ihr eine Audienz gewährte. Wie glaubwürdig diese Schilderungen sind, ist unklar, doch deutet vieles darauf hin, dass Demetrios’ Herrschaft auf einem schwachen Fundament ruhte. Als er schließlich durch eine Krankheit ans Bett gefesselt wurde, fiel Pyrrhos von Epiros plündernd in Makedonien ein und drang erobernd bis nach Edessa vor, nachdem mehrere Einheiten des Demetrios zu ihm überliefen. Demetrios schloss mit dem König von Epiros einen Frieden, in dem er den Westen Makedoniens förmlich an ihn abtrat. Auch verzichtete er nach dem Tod des Agathokles von Syrakus auf eine Expansion in den Westen, den er Pyrrhos überließ, der deshalb später zu seinem berühmten Feldzug nach Italien aufbrach.
Den Winter auf das Jahr 288 v. Chr. verwendete Demetrios für großangelegte Rüstungen, die für einen Eroberungszug nach Asien zur Wiederherstellung des Alexanderreiches dienen sollten. Mehr als 98.000 Mann Fußvolk und fast 12.000 Reiter zog er zusammen. In den Werften des Piräus, von Korinth, Chalkis und Pella ließ er mit 500 Schiffen die größte Flotte bauen, die je auf dem Mittelmeer gesegelt war. Darunter befanden sich, mit bis zu sechzehn Ruderbänken und gigantischen Aufbauten versehen, die größten seetauglichen Kriegsschiffe der Antike. Die Ptolemäer in Ägypten sollten später zwar noch größere Schiffe bauen, die allerdings dem repräsentativen Prunk dienten und nicht seetauglich waren. Diese Rüstungen gaben vermutlich den letzten Ausschlag für das Ende der Herrschaft des Demetrios in Europa. Ein Vorhaben dieser Größenordnung musste wohl die gesamten materiellen, finanziellen und personellen Ressourcen seines Herrschaftsgebietes aufbrauchen. Droysen ging von bis zu 300.000 Menschen aus, die Demetrios für den Aufbau und den Unterhalt dieser Kriegsmaschinerie aufwenden musste.
Als Demetrios’ Kriegsvorbereitungen bekannt geworden waren, fanden sich Lysimachos, Seleukos und Ptolemaios im Jahr 288 v. Chr. noch einmal, wie schon gegen seinen Vater, zu einem Bündnis gegen ihn zusammen. Auch Pyrrhos trat diesem wenig später bei. Ptolemaios entsandte eine Flotte in die Ägäis und rief alle griechischen Städte zum Abfall von Demetrios auf, während zugleich Lysimachos in das obere Makedonien vormarschierte. Demetrios übertrug seinem Sohn, Antigonos Gonatas, die Strategie über Griechenland und zog persönlich gegen Lysimachos. Währenddessen eroberte Pyrrhos Beroia, drang bis zur ägäischen Küste vor und bedrohte Pella. Demetrios eilte daraufhin zurück und schlug bei Beroia sein Lager gegenüber dem Heer des Pyrrhos auf. Dort liefen seine Krieger in Scharen zum König von Epiros über, so dass Demetrios verkleidet nach Kassandreia floh, um mit seiner dort wartenden Flotte in See zu stechen. Seine erste Ehefrau, Phila, beging in Verzweiflung über die notwendige Flucht Selbstmord durch einen Gifttrunk.
Demetrios stieß in Böotien zu seinem Sohn und konnte Korinth und Theben für seine Sache halten. In Athen aber erhob sich die Bevölkerung unter der Führung des Olympiodoros, der die Besatzung aus dem Museion vertrieb und sich mit Pyrrhos verbündete. Demetrios zog 11.000 Mann zusammen, mit denen er Athen belagerte. Die neuen Stadtoberen sandten ihm den hochangesehenen Philosophen Krates in sein Feldlager, der ihn um Frieden bat. Mit dem Appell, dass eine Schonung des altehrwürdigen Athen Demetrios’ Ansehen auf ewig zum Besten gereiche, brach er die Belagerung schließlich ab und entließ die Stadt aus seiner Herrschaft. Nach seinem Abzug erreichte Pyrrhos die Stadt, die ihm den Einzug gewährte. Dieser brachte auf der Akropolis der Göttin Athene ein Opfer dar und ermahnte beim Verlassen der Stadt deren Bürger, nie wieder für einen König ihre Tore zu öffnen. Anschließend schlossen Pyrrhos und Demetrios einen Frieden, in dem letzterer wohl alle vorangegangenen Verluste akzeptierte.

### Asienfeldzug

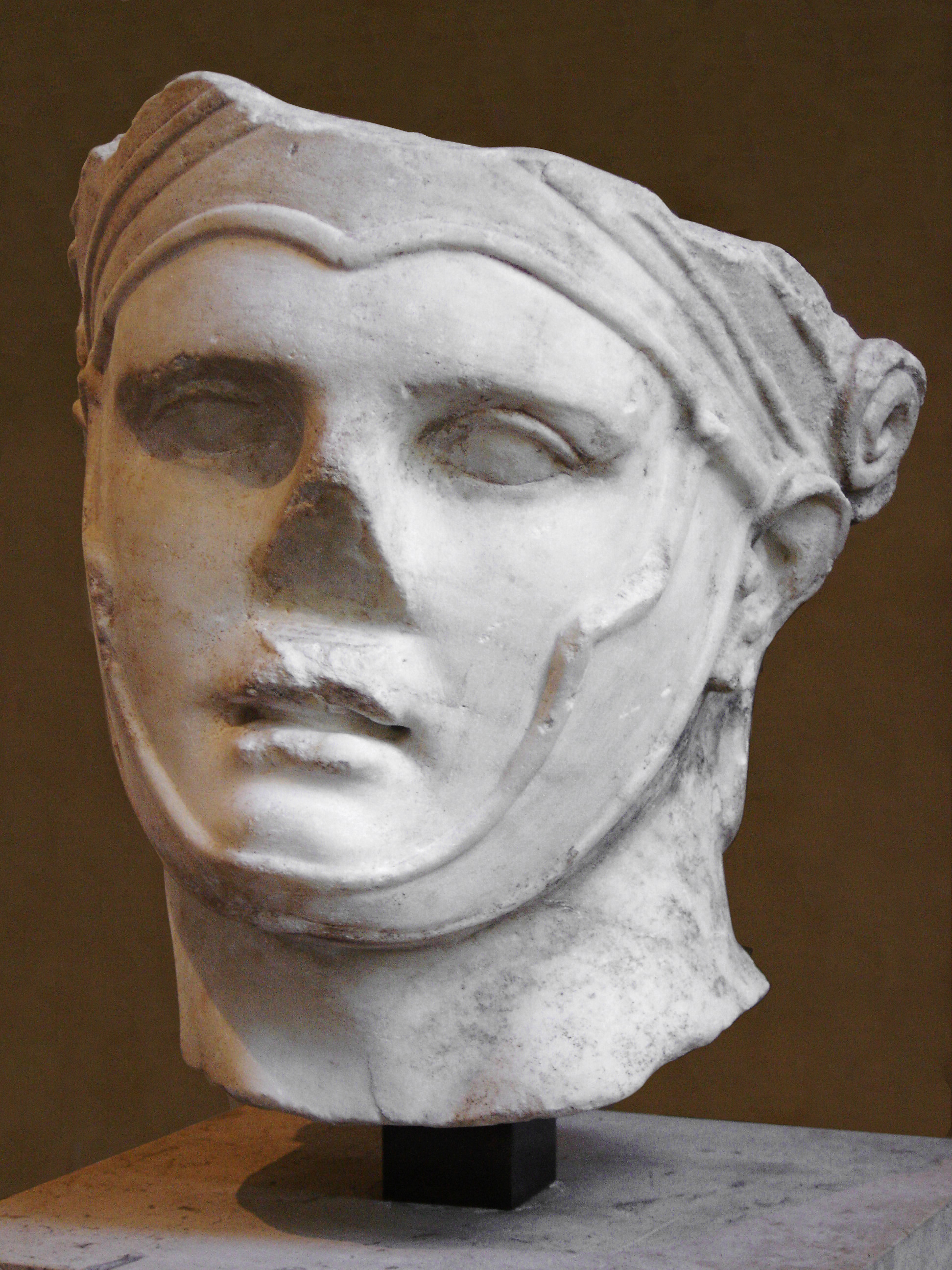
Büste des Seleukos
(Paris, Louvre)

Demetrios stieß 287 v. Chr. mit seiner Flotte und einer bedeutenden Kriegsmacht in See. Seinen Sohn ließ er in Europa zurück, der dort fortan die Sache der Antigoniden vertrat. Er landete zunächst in Milet, wo er seine langjährige Ehefrau, Ptolemais, erstmals traf. Sie gebar ihm wenig später seinen zweiten gleichnamigen Sohn. Schnell durchzog Demetrios die Landschaften Lydien und Karien, wo er Lysimachos mehrere Städte, darunter Sardeis, abnahm. Lysimachos sandte ihm seinen Sohn, Agathokles, mit einem Heer entgegen, vor dem er nach Phrygien zurückwich mit dem Ziel, Armenien zu erreichen. Von Agathokles verfolgt, durchquerte Demetrios unter großen Verlusten den Lyksos und wurde immer weiter in die Berge Kilikiens abgedrängt. Aufgrund einer schlechten Versorgungslage und einer um sich greifenden Seuche verlor er im einsetzenden Herbst mehrere tausend Mann. Nachdem er den Tauros überquert hatte, saß er in Kilikien fest, weil Agathokles alle nach Norden führende Pässe abgeriegelt hatte.
Da sich die Lage für sein Heer weiter verschlechterte, ersuchte Demetrios durch eine Gesandtschaft bei Seleukos um Hilfe. Dieser erlaubte seinem ehemaligen Schwiegervater, sein Heer nach Kataonien in die Winterquartiere zu bringen und forderte ihn auf, mehrere Geiseln zu stellen. Diese förmliche Unterwerfung lehnte Demetrios ab und begann die umliegende Landschaft zu plündern. Es gelang ihm, bei Issos die Pässe nach Syrien zu erobern, womit er nun für Seleukos gefährlich wurde. Da befiel ihn eine neue Krankheit, die ihn einen Monat ausschaltete. In dieser Zeit liefen große Teile seiner Truppen zu Seleukos über. Im Frühjahr 286 v. Chr. stieß Demetrios in die kyrrhestische Landschaft vor, wo er schließlich von Seleukos gestellt wurde. Bevor es zu einer Schlacht kam, konnte Seleukos die gezeichneten Truppen seines Gegners zum Überlaufen bewegen, nur die wenigsten Getreuen begleiteten Demetrios auf der Flucht in die amanischen Berge. Nach Verpflegungsproblemen und der Desertion weiterer Begleiter ergab sich Demetrios und kapitulierte vor Seleukos.

### Gefangenschaft und Tod
Demetrios wurde von Seleukos mit aller Ehrerbietung einem König gegenüber behandelt. Er wurde von einer starken Bewachung nach Apamea am Orontes gebracht, das unweit von Antigoneia lag, der ehemaligen Hauptstadt seines Vaters, die nun Antiocheia hieß. Dort wurde ihm die Einrichtung eines Hofes erlaubt und die Jagdreviere, Reitbahnen und Gärten zur eigenen Nutzung geöffnet.
Für Seleukos wurde Demetrios nun zu einem Faustpfand. Lysimachos hatte sich mehrerer griechischer Städte bemächtigt, was die mittlerweile vereinten Antigonos Gonatas und Pyrrhos nicht verhindern konnten. Auch für Seleukos erwuchs die steigende Macht Lysimachos’ zu einer ernsten Bedrohung. Antigonos bot für die Freilassung seines Vaters alles was er noch besaß und sich selbst als Geisel an, und sogar Ptolemaios und Pyrrhos setzten sich für ihren alten Gegner ein. Lysimachos hingegen bot Seleukos 2000 Talente für eine Beseitigung des Demetrios, was von Seleukos aber umgehend abgelehnt wurde, da Demetrios einstmals sein eigener und nunmehr der Schwiegervater seines Sohnes war. Demetrios selbst fand sich mit seiner Gefangenschaft ab. Er sandte sein Diadem an seinen Sohn und trug ihm auf, seinen Vater als tot zu betrachten. Auf keinen Fall solle er die wenigen Positionen, über die Antigonos verfügte, für ihn preisgeben.
Demetrios verbrachte die letzten Jahre seines Lebens mit Würfelspiel und ausschweifenden Festivitäten. Wahrscheinlich litt er unter Alkoholismus. Körperlich durch exzessive Trinkgelage geschwächt, starb er drei Jahre später im Alter von vierundfünfzig Jahren nach einer Krankheit. Wie schon sein Vater vor ihm, erhielt Demetrios von seinem Gegner Seleukos ein ehrenvolles Leichenbegängnis. Seine Asche wurde in einer goldenen Urne zu seinem Sohn nach Griechenland gebracht. Vor Korinth wurde die Urne mit Purpur und einem Diadem geschmückt zur Schau gestellt, für die der Flötenbläser Xenophantos ein Trauerlied spielte. Über Land wurde sie in das thessalische Demetrias gebracht und feierlich bestattet.
Sechs Jahre nach Demetrios’ Tod eroberte sein Sohn Antigonos das makedonische Königreich und sicherte dessen Thron endgültig für die Dynastie der Antigoniden. Bis zur römischen Eroberung im Jahr 168 v. Chr. behielten sie die Herrschaft in Makedonien.

## Ehefrauen und Kinder
- 1. ⚭ 321 v. Chr. mit Phila († 287 v. Chr., Suizid), Tochter des Reichsregenten Antipatros
  - Antigonos Gonatas (* um 319 v. Chr.; † 239 v. Chr.), König von Makedonien
  - Stratonike (* 317 v. Chr.; † nach 268 v. Chr.), nacheinander verheiratet mit Seleukos I. und dessen Sohn, Antiochos I.
- 2. ⚭ 307 v. Chr. mit Eurydike
  - Korrhagos
- 3. ⚭ 303 v. Chr. mit Deidameia, Tochter des Aiakides von Epirus
  - Alexander (* nach 303 v. Chr.; † nach 246/240 v. Chr.)
- 4. ⚭ 298 v. Chr. mit Ptolemais, Tochter des Ptolemaios I.
  - Demetrios der Schöne (* um 287 v. Chr.; † 249/248 v. Chr.), König von Kyrene
- 5. ⚭ 290 v. Chr. mit Lanassa, Tochter des Agathokles von Syrakus

## Rezeption
Belletristik
- Lyon Sprague de Camp: The Bronze God of Rhodes (1960)
- Alfred Duggan: Elephants and Castles (1973)
- Jukka M. Heikkilä: Antigonus, Son of the Gods (2000)